# Þangbrands þáttr
Þangbrands þáttr es un relato corto (o þáttr) escrita en nórdico antiguo que se conserva en Flateyjarbók. Trata sobre el misionero Þangbrandr y la evangelización en Islandia. Se conserva en tres manuscritos del siglo XIII, Óláfs saga Tryggvasonar en mesta, saga de Kristni y saga de Njál, pero hay indicios que el relato era conocido en el siglo XII.
La versión de Óláfs saga Tryggvasonar en mesta coincide con Íslendingabók, en cronología y hombres muertos por Þangbrandr; sin embargo la redacción de la saga de Kristni posee influencias de las leyendas de Islandia occidental. La versión de la saga de Njál también posee esas influencias de leyendas locales, pero del sureste de la isla y muestra rasgos artísticos del monasterio de Þykkvibœr; por otro lado el contenido es mucho más rico y detallado en las descripciones de las víctimas de Þangbrandr y la presencia de su compañero de viaje Guðleifr Arason.